# Kranstein
Der Kranstein ist ein Naturdenkmal im Westerwald, gelegen an der Kreisstraße 95 zwischen Willmenrod und Weltersburg. Er ist unter der Nummer „ND-7143-507“ in der Liste der Naturdenkmale des Landes Rheinland-Pfalz eingetragen und ein Geotop des Nationalen Geoparks Westerwald-Lahn-Taunus.
Die Basaltkuppe des Kransteins ist durch einen Basaltbruch aufgeschlossen. Nach Abbaubeginn an der Nordwestflanke eines größeren Steinbruchs fand man dort Basaltsäulen in Meilerstellung. Diese geologische Besonderheit zeigt den Querschnitt eines Vulkanschlotes.
Beim Ausbruch des Vulkans mitgeförderte Mineralien gaben Hinweise auf die Beschaffenheit der bis zu 30 Kilometer mächtigen Erdkruste. Beim Kranstein handelt es sich um einen der eindrucksvollsten Basaltaufschlüsse im Westerwald. Es gibt kaum eine geologische Veröffentlichung bzw. Beschreibung über den Westerwald ohne eine Erwähnung des Kransteins.
1984 wurde der Kranstein durch die Kreisverwaltung des Westerwaldkreises unter Schutz gestellt und in der Liste der Naturdenkmale des Landes Rheinland-Pfalz aufgenommen.
Der Kranstein liegt auf der Gemarkung der Ortsgemeinde Weltersburg auf einer Höhe von etwa 364 m ü. NN.

## Bilder

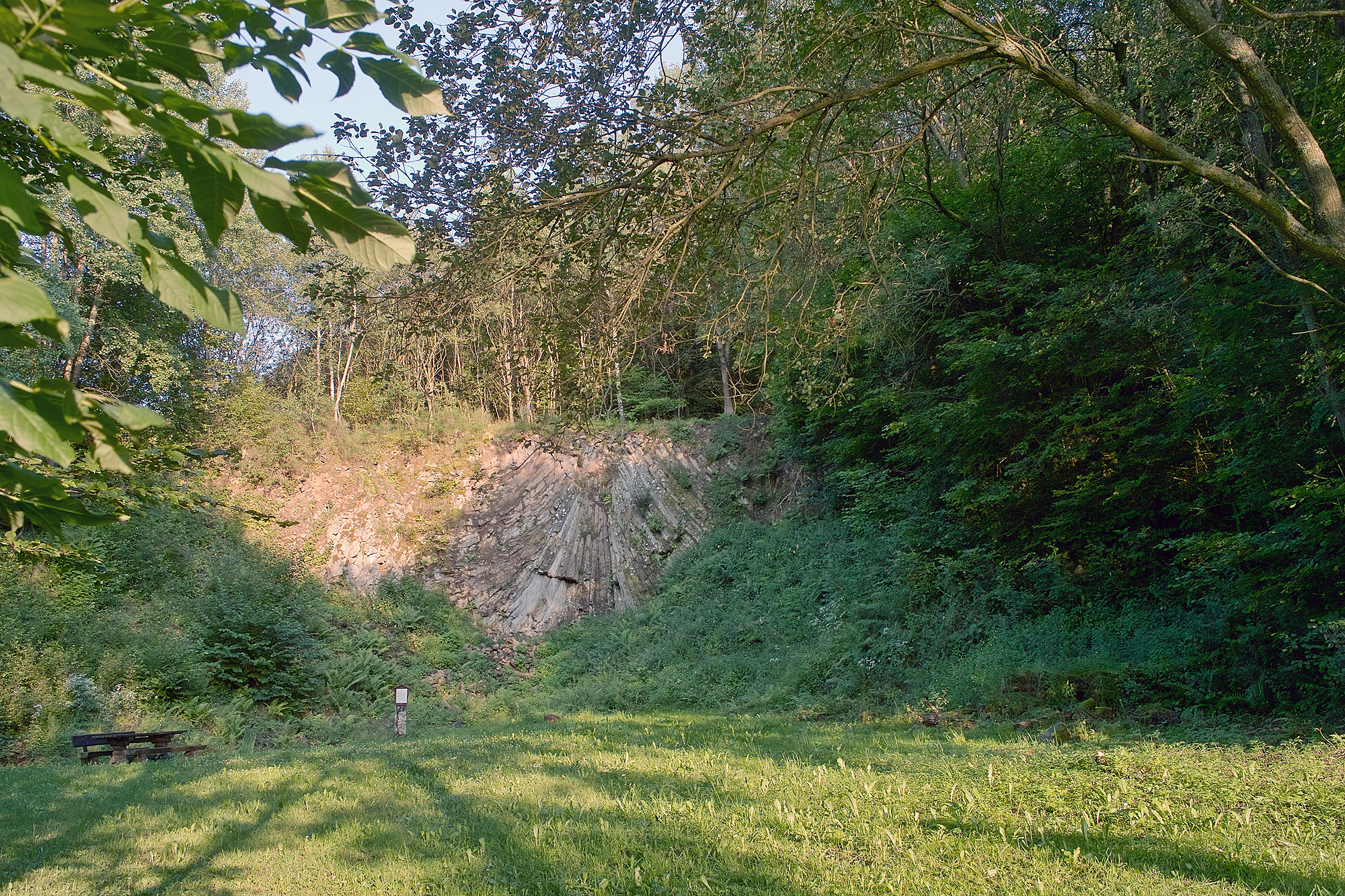
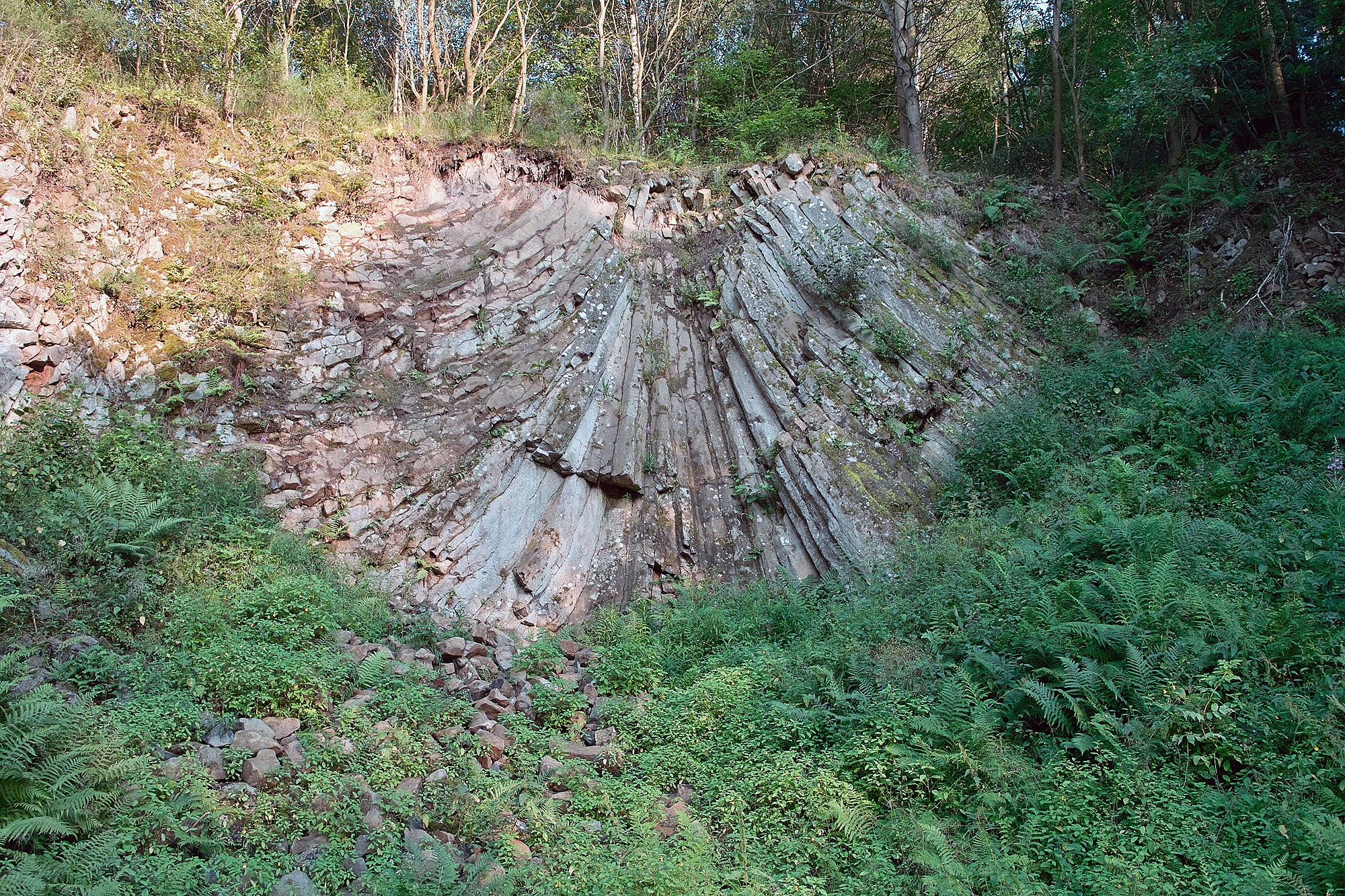